# Javier López (calciatore)
Carlos Javier López (Rosario, 19 marzo 1980) è un procuratore sportivo ed ex calciatore argentino, di ruolo difensore.

## Dopo il ritiro
Una volta appesi gli scarpini al chiodo diventa procuratore presso la FutPro International.

## Palmarès

### Club

#### Competizioni nazionali
- Campionato messicano: 1

Pachuca: 2001
- Torneo Argentino A: 1

Aldosivi: 2005
- Coppa del Liechtenstein: 1

Vaduz: 2006-2007
- Copa Venezuela: 1

Deportivo Anzoátegui: 2012
- Primera División (Venezuela): 2

Zamora: 2013-2014
Deportivo Tachira: 2014-2015

#### Competizioni internazionali
- CONCACAF Champions' Cup: 1

Pachuca: 2002